# Anthony Swarzak
Anthony Ray Swarzak (né le 10 septembre 1985 à Fort Lauderdale, Floride, États-Unis) est un lanceur droitier de la Ligue majeure de baseball.

## Carrière

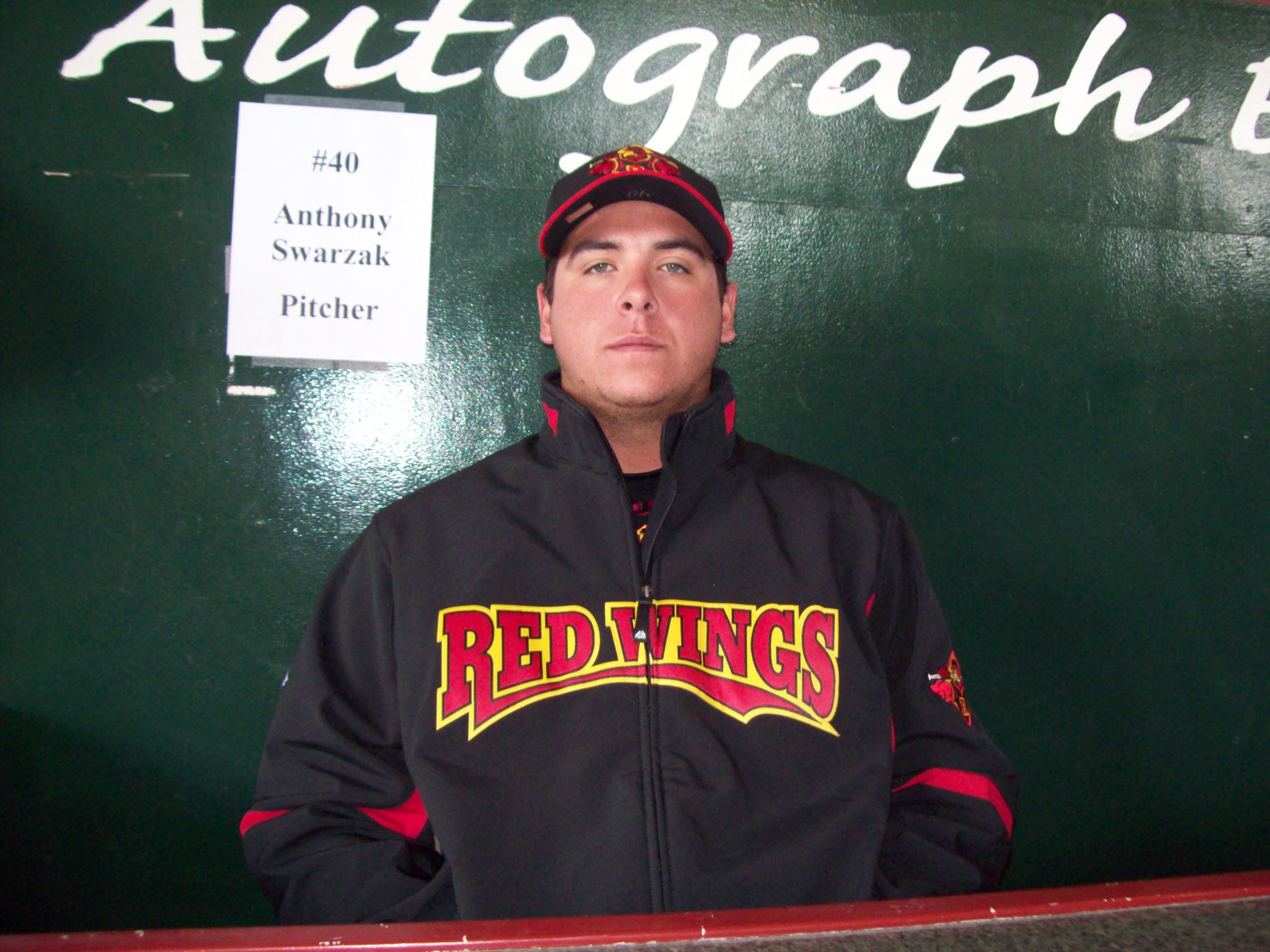
Anthony Swarzak en 2009 avec le club mineur des Red Wings de Rochester.

Après des études secondaires à la Nova High School de Davie (Floride), Anthony Swarzak est repêché à la fin de ses études secondaires le 21 juin 2004 par les Twins du Minnesota au deuxième tour de sélection.
Il fait ses débuts en Ligue majeure le 23 mai 2009 et enregistre à cette occasion se première victoire au plus haut niveau en lançant sept manches sans accorder de point. C'est une première pour un lanceur des Twins faisant ses débuts en Ligue majeure.
Swarzak effectue 12 départs pour les Twins en 2009 et, après une saison 2010 passée entièrement dans les ligues mineures, revient avec le club majeur à partir de 2011, pour y rester jusqu'en 2014. Il est rapidement davantage utilisé comme lanceur de relève. En 5 saisons chez les Twins, Swarzak dispute 181 matchs, dont 32 comme lanceur partant. En 439 manches et deux tiers lancées au total, sa moyenne de points mérités s'élève à 4,48 avec 16 victoires, 24 défaites et 267 retraits sur des prises.
Il signe un contrat des ligues mineures avec les Indians de Cleveland le 15 janvier 2015. Libéré au cours de sa première saison avec Cleveland, il met les voiles pour la Corée du Sud, où il complète l'année 2015 avec les Doosan Bears de la KBO. 
Il rejoint les Yankees de New York le 14 janvier 2016 mais connaît une saison 2016 difficile avec une moyenne de points mérités de 5,52 en 31 manches lancées pour le club new-yorkais.
En 2017, il évolue pour les White Sox de Chicago, pour qui il maintient une brillante moyenne de points mérités de 2,23 en 48 manches et un tiers lancées, en faisant un releveur convoité à l'approche de la Date limite des échanges dans le baseball majeur. Le 26 juillet 2017, les White Sox échangent Anthony Swarzak aux Brewers de Milwaukee contre le joueur de ligues mineures Ryan Cordell.
Sa moyenne de points mérités se chiffre à 2,33 avec 91 retraits sur des prises en 71 manches et un tiers lancées pour les White Sox et les Brewers en 2017.
Il rejoint les Mets de New York le 15 décembre 2017.

## Statistiques
| Saison | Équipe    | G  | GS | CG | SHO | V | D | SV | IP   | SO | ERA  |
| ------ | --------- | -- | -- | -- | --- | - | - | -- | ---- | -- | ---- |
| 2009   | Minnesota | 12 | 12 | 0  | 0   | 3 | 7 | 0  | 59.0 | 34 | 6,25 |
| Totaux | Totaux    | 12 | 12 | 0  | 0   | 3 | 7 | 0  | 59.0 | 34 | 6,25 |

Note : G = Matches joués ; GS = Matches comme lanceur partant ; CG = Matches complets ; SHO = Blanchissages ; 
V = Victoires ; D = Défaites ; SV = Sauvetages ; IP = Manches lancées ; SO = Retraits sur des prises ; ERA = Moyenne de points mérités.